# Honori Garcia i Garcia
Honori Garcia i Garcia (Vall de Uxó, 23 de febrero de 1896 – 9 de octubre de 1953) fue un notario, historiador y publicista valenciano.

## Biografía
Honori Garcia i Garcia fue el segundo hijo del matrimonio formado por Arcadio García y María Rosa García. Cursó los estudios de primaria en su localidad natal y para comenzar a estudiar bachillerato en 1906, realizó la prueba de ingreso en el instituto de Castellón. Aquí estudió los dos primeros cursos de bachillerato como alumno libre, y en 1908 se trasladó a Valencia, al Instituto Luis Vives, donde terminó los estudios de bachillerato en 1912. 
En la Universidad Literaria de Valencia cursó los cuatro primeros cursos de la licenciatura de derecho, y en 1916 se trasladó a Zaragoza, donde terminó la carrera con premio extraordinario de licenciatura en 1917. Tenía 21 años. Acto seguido se marchó a la Universidad Central de Madrid (actual Complutense) para realizar los estudios de doctorado. En Madrid conoció al joven castellonense Lluís Revest con quien mantendría amistad toda su vida. Abandonado el doctorado hizo el servicio militar y se dedicó a preparar oposiciones a notarías, que aprobó en 1922.

## Primeros destinos.
Su primer destino fue Nofuentes, un pequeño municipio de la provincia de Burgos. Allí ejerció su oficio en medio de unas condiciones difíciles, pues era notario de la comarca de Las Merindades y debía acudir a lugares donde las mejores comunicaciones eran caminos y sendas que se debían andar con carro o caballerías. Estando en Burgos hizo amistad con Raimundo Noguera, compañero de oposición y de profesión, el cual ejercía en Ezcaray, La Rioja. En Burgos conoció también a dos valencianos de aficiones literarias, Bernardo Tarín, fraile de la Cartuja de Miraflores, y Joaquín García, cura profesor del seminario de Burgos, y colaborador del Boletín de la Sociedad Castellonense de Cultura. Ambos orientaron a Honorio hacia los estudios de derecho valenciano.
Durante su estancia en Burgos hizo un trabajo sobre el derecho valenciano, el primero de una larga serie de artículos durante su vida: Estudios de derecho foral valenciano: El “exovar”, que fue publicado en 1922 en el Boletín de la Sociedad Castellonense de Cultura, tomo III.
En diciembre de 1923 fue nombrado notario de Aliaga (provincia de Teruel). En 1924 contrajo matrimonio con Amalia Sanz, también de la Vall d'Uixó, con la que tuvo dos hijos: Amalia y Arcadio. En julio de 1925 se trasladó a Llucena (Castellón) y en 1926 a Artana, también de Castellón, donde estuvo hasta 1930. Durante su estancia en Lucena descubrió en el Archivo de Protocolos Notariales a su cargo, el contrato del retablo de San Miguel con el pintor Mateo de Montoliu para la ermita de las Torrocelles, así como documentos que le sirvieron para estudiar la institución matrimonial en la comarca del Alcalatén. El año 1930 a petición del obispado de Tortosa fue fundador y primer presidente de la Cooperativa Agrícola san José de Artana, que naciendo como cooperativa católica todavía existe en la actualidad.
En este periodo de estancia en Castellón retomó la amistad que había hecho con Luis Revest, que ahora era archivero de Castellón de la Plana, con Raimundo Noguera, que era notario también de Castellón de la Plana, y con el médico Ángel Sánchez Gozalbo, miembros de la Sociedad Castellonense de Cultura. El contacto con este medio natural y su propia predisposición profesional, lo orientaron hacia una preocupación por el estado de desorganización en que se encontraban los archivos notariales, compartida con Raimundo Noguera, y los archivos en general, compartida con Luis Revest.
En esta época Honorio García estudió los archivos parroquiales y el municipal de la Vall d'Uixó, y eso le permitió redactar las “Notas para la historia de Vall de Uxó” en 1928. La pasión que sentía por los archivos y su contenido fue aumentando y Honorio se orientó hacia el derecho valenciano, utilizando los documentos como fuentes de los estudios que realizaba.

## Santa Bárbara y las Normas del 32
En junio de 1930 se trasladó a Santa Bárbara, muy cerca de Tortosa. Aquí empezó a conocer el derecho tortosino, y por proximidad geogràfica, las comarcas castellonenses de la Tinença de Benifassá y els Ports. Los estudios de Honorio se orientaron en dos sentidos: por una parte comparar el derecho tortosino con el valenciano, y por otra parte estudió el monasterio cisterciense de Benifassá y la repoblación de la Tinença.
Aquí hizo numerosas investigaciones sobre el monasterio, las cartas de repoblación de Tortosa y Morella, que constituyeron un numeroso material documental y gráfico que se perdió en 1936. Los boletines de la Sociedad Castellonense de Cultura XIII, XIV, XV, XVI y XVII, que van de 1932 a 1936 reflejan estos estudios.
En esta etapa tortosina Honori Garcia firmó las Normas Ortográficas de Castellón del año 1932. No las firmó como filólogo, sino como un intelectual consciente de que era necesario un acuerdo ortográfico que pusiera fin a la caótica ortografía valenciana hasta esos momentos. Las Normas unían los escritores valencianos a los catalanes y mallorquines, pero preservando las particularidades valencianas, y aportando coherencia ortográfica. Las normas resumían las del Instituto de Estudios Catalanes de Pompeu Fabra de 1913. El 21 de diciembre firmaron 14 entidades y 47 personas, entre ellas Luís Revest y Angel Sánchez Gozalbo. El documento original de la firma se conserva a la Biblioteca Valenciana de San Miguel de los Reyes, en Valencia. Las Normas se publicaron en el Boletín de la Sociedad Castellonense de Cultura, en el tomo XIV en 1933.

## La estancia en Vich: la eclosión de la actividad humanística y cultural.
En mayo de 1935 Honorio se trasladó a Vic, comarca de Osona (Barcelona). Su amigo Raimundo Noguera llegó a Barcelona, y eso volvió a acercarlos. La colaboración entre los dos quedó truncada por la guerra civil de 1936-39. La guerra la pasó en Vich trabajando como notario, soportando la carencia de alimentos, las amenazas de destrucción de los archivos notariales y amenazas sobre la propia vida.
Terminada la guerra, Honorio retomó las publicaciones en 1943 y la primera de ellas fue “Estado económico social de los vasallos en la gobernación foral de Castellón”, premiado en los Juegos Florales de Valencia y publicado en Vich. Hizo tres publicaciones más este año, una sobre la carta puebla de Eslida, otra sobre el campanario de la iglesia de la Asunción de la Vall d'Uixó, y otra sobre el derecho foral valenciano.
En 1944 Raimundo Noguera y Honorio García retomaron la publicación de La Notaría, revista del Colegio Notarial que se publicaba desde 1858 y que la guerra civil había paralizado. Esto les permitió prestar atención al Archivo de Protocolos Notariales de Barcelona, y abrir una sección histórica de la revista La Notaria, dedicada al estudio de la documentación notarial. Como Honorio y Raimundo pertenecían a la “Comisión de Cultura del Colegio Notarial de Barcelona”, frente al éxito que obtuvo la sección histórica, se vieron obligados a constituirla en otra revista estrictamente histórica, a la que llamaron “Estudios históricos y documentos de los Archivos de Protocolos”, la cual todavía tiene continuidad hoy en día.
La recuperación de la actividad cultural en Vich, después de la guerra civil, recayó en Eduardo Junyent, clérigo, conservador del Museo Episcopal, archivero Municipal de Vich, bibliotecario de la Biblioteca Episcopal de Vich, y desde 1944, director del Archivo Episcopal de Vich. Este personaje se dedicó a ordenar y reestructurar todo aquello que estaba desorganizado, y a recuperar la normalidad de la vida cultural en Vich. Contó con la colaboración de hombres de ciencia, artistas, amantes de la cultura, entre ellos Honorio García, que encontró en los archivos de Vich abundante documentación sobre las materias que lo apasionaban: la historia y el derecho foral de la comarca de Osona.
En Vich la documentación notarial se conservaba en dos archivos: el de la Curia Fumada y el Archivo Notarial. El de la Curia se encontraba, sin ningún tipo de ordenación, en la sacristía de la catedral, y el notarial lo tenía en su casa el notario archivero del distrito de Vich. El archivo de la Curia fue trasladado a los Archivos Episcopales de Vich, y como Honorio García fue nombrado archivero de protocolos notariales del distrito de Vich en 1947, favoreció y formalizó el depósito del Archivo Notarial de Vich en el Archivo Episcopal de Vic, el cual todavía recibe los fondos notariales que generan los actuales notarios de Vich. Además puso al alcance de los investigadores el fondo histórico del Archivo Notarial Los dos archivos están uno al lado del otro.
Estos trabajos en los archivos de Barcelona y Vic permitieron a Raimundo Noguera y Honorio Garcia presentar una ponencia conjunta en el II Congreso del Notariado Latino: “Organización y funciones de los archivos notariales”, publicado en Madrid en 1950.
La otra preocupación de Honorio Garcia fue la recuperación de la vida cultural en Vich y en el condado de Osona. Dio conferencias y empezó la publicación de la revista Vic de periodicidad anual. Participó en la fundación del “Patronat d'Estudis Ausonencs” llegando a redactar los primeros estatutos. En marzo de 1952 quedó constituida la sociedad y en septiembre se publicó el primer número de la revista “Ausa”.
En noviembre de 1952 se inauguraron en un solo acto el Museo y la Biblioteca episcopales, los Archivos Históricos reunidos y el Patronat d'Estudis Ausonencs.
Honorio García continuaba con las investigaciones sobre derecho valenciano y tortosino, la historia de las comarcas castellonenses, la historia de la Vall d'Uixó, la de Vich, la del Notariado. También participó en diversos proyectos, uno de los cuales era realizar una edición de los Fueros de Valencia con Manuel Dualde y Manuel Sánchis Guarner, pero este proyecto quedó aplazado para el futuro por la enfermedad que le causó la muerte el 9 de octubre de 1953, en la Vall d'Uixó.
Su hijo Arcadio continuó publicando investigaciones de su padre, entre ellas “Notas para la historia de Vall de Uxó” en 1962, y una reedición en 1982.
El total de publicaciones de Honorio García son setenta y cuatro, pero su figura todavía es una referencia de primera magnitud en el panorama cultural valenciano del siglo XX. Fue un hombre de sólida cultura jurídica e histórica, trabajador incansable, comprometido con su tierra, con la curiosidad siempre despierta y de enorme claridad de entendimiento. En Vich se le conocía como "el notario de los pobres", dada su capacidad para abaratar los actos notariales a las personas de escasa capacidad adquisitiva. 